# Athyrium paranigripes
Athyrium paranigripes là một loài thực vật có mạch trong họ Woodsiaceae. Loài này được X.C. Zhang miêu tả khoa học đầu tiên năm 1991.